# Taghachar
Taghachar, también conocido como Tajir o Ta'achar (f. 1296) fue un comandante del ejército del Imperio mongol, conocido ser uno de los conspiradores involucrados en el derrocamiento de tres gobernantes del Iljanato y por colocar en el poder a Baydu en el año 1295
Taghachar era miembro de la guardia de Abaqa, y luego, junto con unos seguidores, formó una facción para apoyar a Arghun, el hijo de Abaqa. Arghun, a su vez, premió a Taghachar al convertirlo en comandante. Cuando Arghun enfermó, el grupo de Taghachar lo hizo matar, para luego poner a Gaikhatu en el poder. No obstante, Taghachar hizo matar a Gaikhatu en el año 1295, reemplazándolo en el trono por Baydu, para luego dividirse el reino junto con sus conspiradores. Tras estos acontecimientos, ocurrió una guerra civil, provocada por Ghazan, quien asesinó a Baydu y luego a Taghachar en 1296.
- Datos: Q9081469